# Setchellanthaceae
Classification APG III (2009)
Famille
En classification phylogénétique, les Setchellanthacées sont une famille de plantes dicotylédones qui ne comprend qu'une espèce Setchellanthus caeruleus. C'est un arbuste à très petites feuilles alternes, avec des rameaux longs et des rameaux courts, des régions arides originaire du Mexique.

## Étymologie
Le nom vient du genre type Setchellanthus, nom donné en hommage au botaniste américain William Albert Setchell (en) (1864–1943), auquel est accolé le suffixe grec -άνθος / -anthos. Setchell herborisa dans diverses parties du monde, puis devint professeur de botanique à l'Université de Californie à Berkeley où il créa deux herbiers regroupés sous le nom « University and Jepson Herbaria (en) ».

## Classification
En classification classique cette famille n'existait pas et le genre Setchellanthus était placé dans les Capparidacées.

## Liste des genres
Selon NCBI (21 juin 2010), Angiosperm Phylogeny Website (21 juin 2010) et DELTA Angio (21 juin 2010) :
- Setchellanthus

## Liste des espèces
Selon NCBI (21 juin 2010) et Angiosperm Phylogeny Website (21 juin 2010) :
- genre Setchellanthus
  - Setchellanthus caeruleus